# Sátoraljaújhely
Sátoraljaújhely (tyska: Neustadt am Zeltberg) är ett samhälle i Ungern.

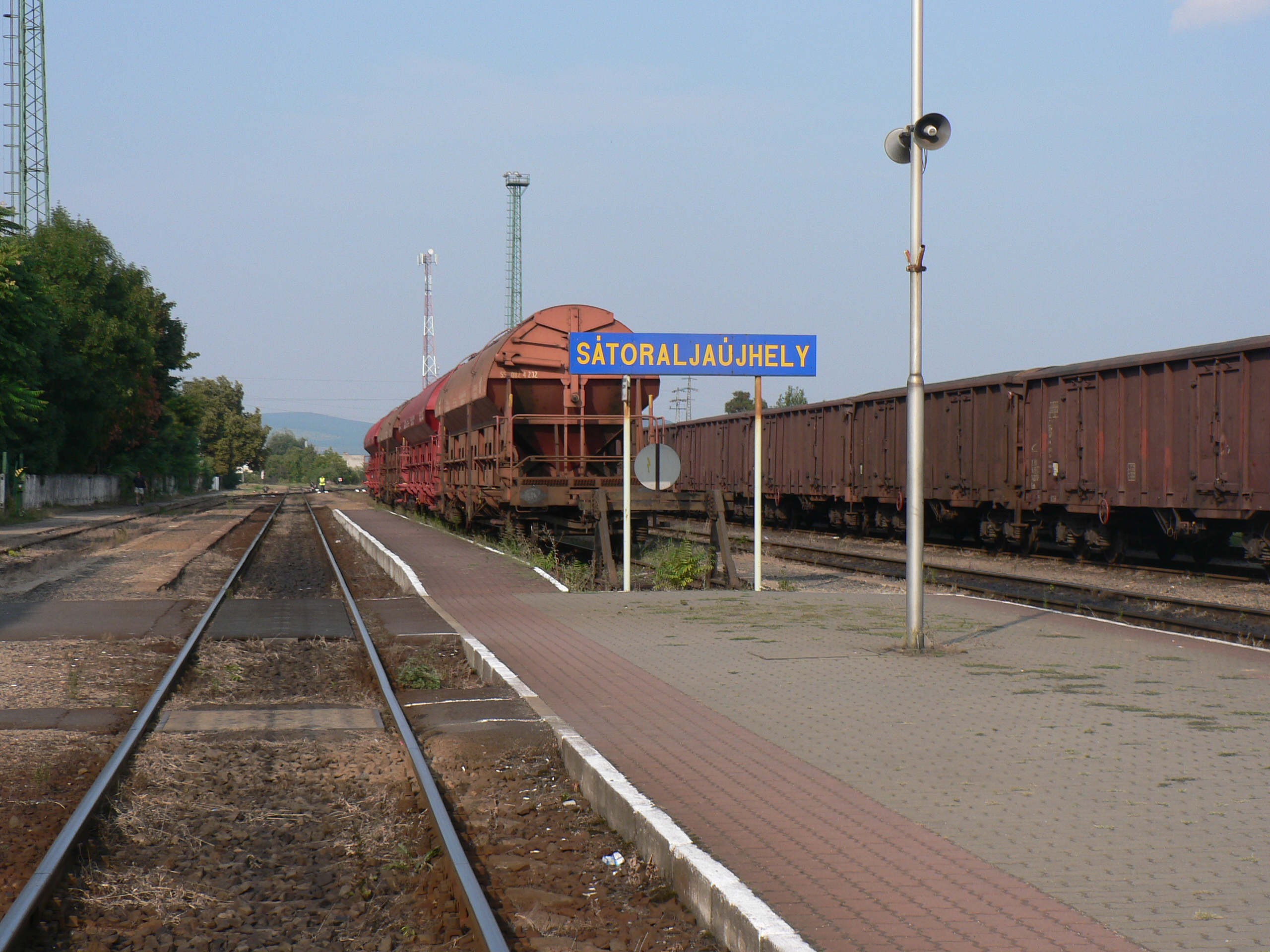
Järnvägsstationen.